# Goranka Horjan
Goranka Horjan, od srpnja 2015. je ravnateljica Etnografskog muzeja u Zagrebu, prije toga bila je dugogodišnja ravnateljica Muzeja Hrvatskog zagorja. Istaknuta je hrvatska muzealka koja je prijavama projekata na EU fondove iz raznih natječaja povukla oko 25 milijuna kuna bespovratnih sredstava.  Diplomirala je povijest umjetnosti i engleski jezik i književnost na Filozofskom fakultetu Sveučilišta u Zagrebu. Doktorantica je na Odsjeku informacijskih i komunikacijskih znanosti.  
Godine 2004. i 2005. obnašala je dužnost pomoćnice ministra kulture RH za međunarodnu kulturnu suradnju, autorica je brojnih izložbi i stručnih tekstova.

## Rad u međunarodnim stručnim tijelima
- 2010. – 2015. članica Izvršnog odbora svjetske muzejske organizacije ICOM
- 2012. – 2015. Predsjednica Europskog muzejskog foruma
- Članica Europske baštinske alijanse
- Članica Izvršnog odbora the Best in Heritage

## Važniji projekti
- autorica projekta Srednji vijek u Hrvatskom zagorju
- suradnik Hrvatske turističke zajednice u projektu provođenja Nacionalne strategije u području kulturnog turizma
- autorica projekta CRAFTATTRACT sufinanciran od EU u okviru Inicijative Interreg IIIA – Program za susjedstvo; od 2011. g. regionalni projekt Foruma slavenskih kultura
- sudjelovala u izradi prijave dva fenomena nematerijalne baštine upisanih na UNESCO-ovu Reprezentativnu listu nematerijalne baštine čovječanstva (tradicijske drvene igračke i medičarstvo)
- članica radnog tima koji je izradio nacrt Strategije zaštite, očuvanja i održivog gospodarskog korištenja kulturne baštine Republike Hrvatske za razdoblje 2011. – 2015.
- autorica muzeološke koncepcije i scenarija muzeloškog postava Dvora Veliki Tabor
- autorica idejnog projekta Pisci u muzejima
- suradnica na projektu eCultvalue, financiranog od strane Europske komisije u okviru programa Support Action
- 2004 – 2006 sudjelovala na više ministarskih konferencija u području kulture i bila predstavnica Hrvatske u radu Odjela za kulturu Vijeća Europe

## Rad na stalnim postavima Muzeja Hrvatskog zagorja
-	Suradnica autora koncepcije na stalnom postavu Muzeja seljačkih buna u Gornjoj Stubici
-	Autorica koncepcije stalnog postava Dvora Veliki Tabor 
-	Voditeljica investicije realizacije projekta Muzej krapinskih neandertalaca u Krapini
-	Voditeljica implementacije projekta Regija digitalnih muzeja u ustrojbenim jedinicama MHZ

## Rad u nacionalnim tijelima
- 2006. –  srpanj 2012. Predsjednica Vijeća za međunarodnu kulturnu suradnju Ministarstva kulture Republiek Hrvatske
- 2007 – 2011 članica Hrvatskog muzejskog vijeća
- 2006 – 2010 članica Povjerenstva za nematerijalnu baštinu

## Članstvo u strukovnim udrugama
Članstvo u strukovnim udrugama:
-	ICOM (International Council of Museums)
-	Europski Muzejski forum
-	      Američka Asocijacija Muzeja
-	Hrvatsko muzejsko društvo
-	Društvo Kajkaviana

## Knjige
Goranka Horjan urednica je nekoliko nacionalnih monografskih izdanja:
- Crkvena umjetnost Hrvatskoga zagorja, Muzeji Hrvatskog zagorja, Muzej seljačkih buna, Gornja Stubica, 2004.
- Osam stoljeća Stubice, Muzeji Hrvatskog zagorja, Muzej seljačkih buna, Gornja Stubica, 2009.
- Povijest, baština i kultura Krapinsko-zagorske županije, Krapinsko-zagorska županija, Krapina, 2007.
- Tradicijski i umjetnički obrti Krapinsko-zagorske županije, Obrtnička komora Krapinsko-zagorske županije, Krapina; Muzeji Hrvatskog zagorja, Gornja Stubica, 2011.

## Nagrade i priznanja
Za zasluge u kulturi odlikovana je Ordenom Danice s likom Marka Marulića. Dobitnica je nagrade CBTour za najboljeg menadžera hrvatskog poslovnog turizma u 2012. g.